# Resistance: Retribution
Resistance: Retribution är ett third-person shooter-spel till Playstation Portable. Det utvecklades av Sony Bend och ges ut av Sony Computer Entertainment. Spelet utannonserades den 15 juli 2008 vid en presskonferens på E3-mässan. En talesman till Sony Bend sade i en intervju med Gamespot.com att de arbetade tillsammans med Insomniac Games för grunden till spelet. Resistance: Retribution släpptes i mitten av mars 2009 runt om i världen.

## Spelstil
Resistance: Retribution innehåller ett singleplayer- och ett multiplayer-läge som klarar upp till 8 spelare. I multiplayer-läget finns fem olika spellägen, team deathmatch, Capture The Flag, alla mot alla, Assimilation (man börjar som ensam cloven och ska försöka få alla andra spelare till sitt lag) och Contamination (Vardera lag har en varsin reaktor som sakta men säkert överhettas så länge man inte har en så kallad "Coolant Node"). Ett avancerat målsökarsystem har utvecklats för spelet som ska, enligt utvecklarna, vara passande att spela med till PSP-systemet. Det kommer att finnas över 10 olika typer av fiender, där vissa är baserade på tidigare fiender från Resistance: Fall of Man och Resistance 2, och andra som är nya. Hittills har titaner, zombies, hybrider och löpare blivit bekräftade som fiender i spelet.

## Handling
Resistance: Retribution utspelar sig ett par veckor efter Resistance: Fall of Man och därmed innan Resistance 2. Spelaren är en före detta brittisk marinlöjtnatsoldat vid namn James Grayson. Han tvingades att döda sin egen bror eftersom hans bror hade blivit infekterad av Chimeraviruset i en konverteringscentral. Grayson deserterar från sin trupp och går på en vendetta för att förinta alla konverteringscentraler som han kan finna. Efter ett tag visar det sig att han har kämpat förgäves, eftersom chimeran har hittat ett nytt sätt att konvertera människor på. Han grips för att ha deserterat och döms till döden men räddas av den europeiska motståndsrörelsen Maquis som berättar för honom att med hjälp av ett serum kan de stoppa chimerarörelsen i västra Europa och få stopp på det nya sättet att konvertera människor på. Tillsammans med Major Stephen Cartwright och major Rachel Parker (som uppträdde i Resistance Fall of man) ger han sig 1951 in i Operation Overstrike, en militär operation för att återerövra västra Europa.

## Rollista
- Robin Atkin Downes - James Grayson
- Cornelia Hayes O'Herlihy - Rachel Parker
- Salli Saffioti - Raine Bouchard/Boiler
- Nolan North - Roland Mallery
- Peter Jessop - Steven Cartwright
- Dimitri Diatchenko - Clovenledare/Cloven 2
- Darryl Kurylo - Cloven 1
- Keith Ferguson - Maquis soldat/Brittisk soldat/Cloven
- Gideon Emery - Brittisk soldat
- Jamie Harris - Brittisk soldat
- Robert Easton - Brittisk soldat
- Michael Dunn - Maquis soldat
- Hope Levy - Boiler 2 / Flykting